# Эльтеков, Александр Павлович
Алекса́ндр Па́влович Эльте́ков (1846, Брянск — 1894, Ялта) — русский учëный, химик-органик, профессор Харьковского и Киевского университетов. Выдающийся представитель бутлеровского направления в химии. Автор правила Эльтекова.

## Биография
Родился в Брянске 6 мая 1846 года[по какому календарю?].
В 1864 году окончил Харьковскую гимназию, в 1868 году — физико-математический факультет Харьковского университета. Остался в университете, сначала помощником лаборанта, а с 1874 года — стипендиатом для подготовки к профессорскому званию. В это время провёл обширное исследование изомерии углеводородов жирного ряда и некоторых их производных, которое стало основой его магистерской диссертации «Материалы по вопросу о молекулярных перемещениях между углеводородами ряда этилена и между предельными спиртами» (Харьков, 1884). Уровень диссертации был такой высокий, что факультет ходатайствовал о присуждении Эльтекову не магистерской, а докторской степени и Совет университета его удовлетворил.
В 1876—1885 годах преподавал в Харьковском епархиальном женском училище, а в 1885—1887 годах был уже профессором Харьковского технологического института. В 1887—1888 гг. — профессор Харьковского, а в 1889—1894 гг. — профессор Киевского университетов.
Скончался 7 (19) июля 1894 года от туберкулёза в Ялте, где и был похоронен на Массандровском кладбище. На его могиле на средства, собранные Харьковским Физико-химическим обществом, примерно через 10 лет после его смерти был установлен надгробный памятник. В годы Великой Отечественной войны Массандровское кладбище было разрушено; в настоящее время на Поликуровском мемориале (располагающемся на месте бывшего Массандровского кладбища) имеется мемориальная доска, посвящённая А. П. Эльтекову.

## Научная деятельность
Основные работы учëного посвящены исследованию превращений углеводородов и их кислородных производных (эфиров, спиртов).
В 1877 году А. Эльтеков на основании своих исследований пришёл к выводу о неустойчивости непредельных спиртов с гидроксильной группой при углеродном атоме, связанном двойной связью (Правило Эльтекова). Позже, в 1880 это правило было сформулировано Эрленмейером.
А. Эльтеков — автор метода определения строения непредельных соединений путём перевода их в двугалоидные производные, а затем в кислородные соединения.
Выяснил природу «коммерческого амилена», показав, что он состоит из смеси четырёх изомеров с преобладанием триметилэтилена. В 1878 году (одновременно с Ю. В. Лермонтовой в лаборатории А. М. Бутлерова, учеником которого он был) открыл реакцию алкилирования олефинов галоидопроизводными жирного ряда; эта реакция легла в основу синтеза ряда видов современного моторного топлива. Открыл в том же году реакцию получения альдегидов и кетонов нагреванием соответствующих α- и β-дибромалканов с водой в присутствии оксида свинца (последнюю стадию этой реакции — превращение α-гликолей в карбонильные соединения — называют теперь перегруппировкой Эльтекова).